# Molophilus (Molophilus) monoctenus
Molophilus (Molophilus) monoctenus is een tweevleugelige uit de familie steltmuggen (Limoniidae). De soort komt voor in het Neotropisch gebied.